# Hans L. Stålbom
Hans L. Stålbom, född 1605 i Rostock, död 1661 i Stockholm, (begravd 27 januari 1661 inne i Jakobs kyrka), var tullinspektor och borgmästare i Kristinestad i Finland.
Stålbom var son till Hans (Asmus) Stalbom (1580 - ca 1675). Gift före 1633 med Anna Johansdotter (-1649) och 1649 med Brita Gammal (1621-1682), dotter till Magnus Gammal och Margaretha Brennerus. Barn: Hans Stålbom (1638-1678), inspektor Vasaborg, Elisabeth Snellman (1649-1675) och Margareta Holmius (-1680).  
Hans L. Stålbom kom i början 1630-talet till Stockholm från Rostock i Tyskland. Han omnämns första gången 1633 i norra Stockholms östra del, då gift och verkade som förste "Cantzli- och Camarskrifw." för Amiralitetskollegiet. Han nämns även, jämte brodern Asmus, i tull- och skeppsklareringslistor som "grosshandlare". Han skänkte 1638 vid tre tillfällen pengar till ombyggnaden av Jakobs kyrka. 
Han ägde flera fastigheter i Stockholm, men flyttade till Finland, där han först blev tullinspektor i Österbotten, och senare den förste borgmästaren i Kristinestad. Han bevistade riksdagen i Stockholm den 27 september 1660.